# Terapia cognitiva baseada em mindfulness
A terapia cognitiva baseada na atenção plena (MBCT) é uma abordagem à psicoterapia que usa métodos de terapia cognitivo-comportamental (TCC) em colaboração com as práticas meditativas da atenção plena e estratégias psicológicas semelhantes. Ele foi originalmente criado para ser um tratamento de prevenção de recaídas para indivíduos com transtorno depressivo maior (TDM). 
O programa MBCT é uma intervenção em grupo que dura oito semanas. Nessas oito semanas, há um curso semanal, com duração de duas horas, e uma aula de um dia a partir da quinta semana. No entanto, grande parte da prática é feita fora da aula, com o participante usando meditações guiadas e tentativas de cultivar a atenção plena em suas vidas diárias. 
Embora o objetivo principal do MBCT seja prevenir a recaída na sintomatologia depressiva, os médicos têm formulado maneiras em que o MBCT pode ser usado para tratar sintomas físicos de outras doenças, como diabetes e câncer, além de outros sintomas de saúde mental como ansiedade e cansaço. 
As práticas propostas pelo programa buscam treinar os participantes em novos padrões de resposta à situações estressoras, se afastando de respostas negativas automáticas e se movendo em direção à compreensão de que há outras maneiras de responder às situações e gatilhos.